# يوم صنيبعات
يوم صنيبعات؛ هو أحد أيام العرب خلال عصر ما قبل الإسلام وهي عن ابنًا للحارث بن عمرو بن حجرٍ كان مسترضعًا من بني تميم ونزل على موضع ماء يدعى صنيبعات في أقليم اليمامة و كان فيه حيين من العرب وهما تميم وبكر، فمات بسبب حية قد لدغته، فقام والده باتهام كلا الحيين بقتله لكن أتوا إليه للاعتذار ونفي تهمة القتل، إلا أنه أخذ خمسين رجلًا من بكر وتميم فقتلهم بذلك فهذه هي الغدرة. وذكر أنه قال لهم : ائتوني بأمان حتى أسألكم عن ابني وما حاله. فأتاه من هؤلاء وهؤلاء نفر فقتلهم فهذه هي الغدرة

## في الشعر
ذكرها أبو حنش في قصيدة شعرية قال فيها